# Малокитаївська вулиця
Малокита́ївська ву́лиця — вулиця в Голосіївському районі міста Києва, місцевості Деміївка, Цимбалів яр. Пролягає від Ремісничого провулку до проспекту Науки. 
Прилучаються Ковельська вулиця, Малокитаївський провулок, Стратегічне шосе, провулки Оскольський, Ціолковського, вулиця Ціолковського, провулок Цимбалів Яр, вулиця Гребінки та проїзд без назви до вулиці Цимбалів Яр.

## Історія
Вулиця вперше згадується в джерелах 2-ї половини XIX століття під такою ж назвою. До 1980-х років починався від Великої Китаївської вулиці, дещо скорочена — до сучасних меж, з ліквідацією частини вулиці на початку у зв'язку із реконструкцією Саперно-Слобідської вулиці та будівництва шляхопроводу.